# Aniversare 35
Aniversare 35 este un album al formației Phoenix, lansat în anul 1997 de către casa de discuri Genius CD, pe suport compact disc și casetă audio. Apariția acestui material a fost prilejuită de împlinirea a 35 de ani de activitate a formației.

## Prezentare
Pe coperta albumului este menționat faptul că înregistrările au fost efectuate live în „Hyde Park” din Osnabrück, Germania, în vara anului 1990, vocea lui Mircea Baniciu fiind înregistrată și adăugată ulterior, în „Studio N” din Köln, Germania. Masterizarea a fost făcută în „Happy Valley Studios” din Osnabrück. Materialul nu a putut apărea atunci, din cauza neînțelegerilor dintre producătorii discului (Kappl și Covaci) și Electrecord, care era dispus să ofere mult mai puțin decât investiseră aceștia în material. Piesele reprezintă creații mai vechi, reorchestrate, sau piese apărute pentru prima dată pe vreun suport audio („Running” – în 1990, „De-a lungul”, „Sârba-n căruță”). Acest material a fost piratat, înainte de a ieși pe piață oficial, piesele apărând în întregime pe caseta audio Pasărea Rock (editată de o casă de producție timișoreană în jurul anului 1995). În 1997, pe CD, s-a procedat la compilarea pieselor „Tamara” și „Would You Follow Me...?”, respectiv „Mica țiganiadă”, „Strunga”, „Nunta” și „Running” în câte un singur track, pentru a nu oferi totuși un material similar cu SymPhoenix/Timișoara.
„Faptul care mă bucură enorm e că sunt acela care a produs primul disc al formației Phoenix reunită, după Revoluție. Am produs și am finanțat discul «Aniversare 35». A venit Baniciu, pentru prima oară după 13 ani, au venit toți în Germania pentru că acolo am produs acest disc; deci Mircea Baniciu, Nicu Covaci, eu, Ovidiu Lipan, Mani Neumann, (Sorin) Tudoran.”—Josef Kappl

## Piese
1. Empire of Vampires
2. Tamara / Would You Follow Me...?
3. Mica țiganiadă / Strunga / Nunta / Running
4. Andrii Popa
5. De-a lungul..., Sârba-n căruță, Ciocârlia
6. Vasiliscul și Aspida
7. Sirena
8. Balaurul
9. Stars Dance
10. Wanting to Be Free...
11. Pasărea calandrinon
12. Pasărea Roc(k)-and Roll
13. Negru Vodă

Muzică: Nicolae Covaci (1, 2, 3, 9, 10, 13); Josef Kappl (6, 7, 8, 11, 12); Mircea Baniciu (4); prelucrare folclorică de Nicolae Covaci (5)

Versuri: Tom Buggie (1, 10); Rolf Möntmann (2a); John Kirkbride (2b); Andrei Ujică și Șerban Foarță (3a, 6, 7, 8, 11, 12); Vasile Alecsandri (3b, 4); Victor Cârcu (3c); Paul Jellis (3d); Florin Bordeianu și Rolf Möntmann (9); text popular (13)
Observație: Titlul inițial al piesei „Balaurul” (8) este „Uciderea balaurului” (1975). Pe coperta discului, piesele „Strunga” (3b) și „Andrii Popa” (4) sunt trecute ca având texte populare. În realitate, aceste texte aparțin poetului Vasile Alecsandri (1844, respectiv 1843).

## Componența formației
- Nicolae Covaci – chitară electrică, double-six, voce
- Josef Kappl – chitară bas, voce
- Mircea Baniciu – voce, chitară acustică la piesa „Andrii Popa”
- Ovidiu Lipan – tobe

Invitați speciali:
- Mani Neumann – vioară, voce
- Costin Petrescu – percuție
- Herb Quick – percuție
- Sorin Tudoran – chitară electrică la piesele „Balaurul” și „Pasărea Roc(k)-and Roll”